# Seropédica
Seropédica este un oraș în unitatea federativă Rio de Janeiro (RJ), Brazilia.